# Coccoloba costata
Coccoloba costata är en slideväxtart som beskrevs av Wright apud Sauvalle. Coccoloba costata ingår i släktet Coccoloba och familjen slideväxter. Inga underarter finns listade i Catalogue of Life.